# Невіруючі
«Невіруючі» (англ. The Unbelievers) — назва документальної кінострічки з показом публічних промов відомих англомовних науковців та популяризаторів науки Лоуренса Краусса та Річарда Докінза на релігійні теми.

## Посвята
Фільм мав посвяту англо-американському письменникові Крістоферу Гітченсу (1949—2011), полемісту  і журналісту, відомому як біографічними працями про колишнього президента США Томаса Джефферсона та письменника Джорджа Орвелла, так і полемічними працями атеїстичного спрямування.

## Про фільм
Сюжетом фільму є подорожі світом, котрі здійснюють Річард Докінз та Лоуренс Краусс. Немолоді, але відчайдушні, вони закликають людей розглянути релігійні догми критично, позбавитись застарілих і ворожих настанов, особливо при розгляді болючих питань сьогодення. 
До участі в фільмі залучене широке коло діячів, серед яких чимало авторитетних в різних колах. Серед них —
- Девід Сільверман
- Рікі Джервейс
- Камерон Діас
- Стівен Хокінг
- Білл Пуллман
- Сара Сілверман
- Вернет Герцог
- Тім Мінчін
- Едді Іззард
- Адам Севідж
- Айанн Гірсі
- Пенн Джиллет
- Сем Харріс
- Джеймс Ренді
- Вуді Аллен та інші.

Прем'єра фільму відбулася в Канаді, в місті Торонто 29 квітня 2013 року на кінофестивалі «Hot Docs». Квитки на документальну кінострічку та її чотири покази були всі розкуплені.